# Agrostis tsitondroinensis
Agrostis tsitondroinensis é uma espécie de gramínea do gênero Agrostis, pertencente à família Poaceae.